# Utrg
Utrg este un sat din comuna Bar, Muntenegru. Conform datelor de la recensământul din 2003, localitatea are 37 de locuitori (la recensământul din 1991 erau 42 de locuitori).

## Demografie
În satul Utrg locuiesc 36 de persoane adulte, iar vârsta medie a populației este de 53,7 de ani (51,4 la bărbați și 57,2 la femei). În localitate sunt 19 gospodării, iar numărul mediu de membri în gospodărie este de 1,95.
|  |

| Demografie | Demografie | Demografie |
| An         | Locuitori  | Locuitori  |
| ---------- | ---------- | ---------- |
|            |            |            |
|            |            |            |
|            |            |            |
|            |            |            |
| 1948       | 209        |            |
| 1953       | 211        |            |
| 1961       | 144        |            |
| 1971       | 75         |            |
| 1981       | 61         |            |
| 1991       | 42         | 42         |
| 2003       | 41         | 37         |

| \| Componența etnică conform recensământului din 2003[2] \| Componența etnică conform recensământului din 2003[2] \| Componența etnică conform recensământului din 2003[2] \| Componența etnică conform recensământului din 2003[2] \| Componența etnică conform recensământului din 2003[2] \| \| ----------------------------------------------------- \| ----------------------------------------------------- \| ----------------------------------------------------- \| ----------------------------------------------------- \| ----------------------------------------------------- \| \| \| \| \| \| \| \| Muntenegreni \| Muntenegreni \| \| 33 \| 89,18% \| \| Sârbi \| Sârbi \| \| 3 \| 8,1% \| \| Croați \| Croați \| \| 1 \| 2,7% \| \| necunoscută \| necunoscută \| \| 0 \| 0% \| |              |  |    |        |
| Componența etnică conform recensământului din 2003 |              |  |    |        |
| |              |  |    |        |
| Muntenegreni | Muntenegreni |  | 33 | 89,18% |
| Sârbi | Sârbi        |  | 3  | 8,1%   |
| Croați | Croați       |  | 1  | 2,7%   |
| necunoscută | necunoscută  |  | 0  | 0%     |